# Robert Clyde Springer
Robert Clyde Springer (Saint Louis, Missouri, 1942. május 21. –) amerikai  pilóta, űrhajós, ezredes.

## Életpálya
1964-ben a Haditengerészeti Akadémián  haditengerészeti ismeretekből szerzett oklevelet. 1966-ban kapott repülőgép vezetői jogosítványt. Szolgálati repülőgépe az F–4 Phantom II volt. A vietnámi háborúban több mint 550 harci bevetésen vett részt. 1971-ben rendszerelméleti ismeretekből megerősítette diplomáját. 1972-ben Japánban teljesített szolgálatot. 1975-ben tesztpilóta kiképzésben részesült. Több mint 4500 órát töltött a levegőben (repülő/űrrepülő). Több mint 20 merev- és forgószárnyú (helikopter) repülőgép tesztelésében segített. Az AH–1T helikopter tesztelése szakmai munkájának eredménye. 1978-ban a Fegyveres Erők Katonai Akadémiáján magasabb parancsnoki ismeretekből diplomázott. Az Atlanti-óceáni parancsnokság NATO tervezési tisztje, a Fleet Marine Force bázis parancsnoka.
1980. május 19-től a Lyndon B. Johnson Űrközpontban részesült űrhajóskiképzésben. Az Űrhajózási Iroda koordinációs munkatársa. Két űrszolgálata alatt összesen 9 napot, 21 órát és 32 percet (237 óra) töltött a világűrben. Űrhajós pályafutását 1990 decemberében fejezte be. A Boeing Aerospace Freedom Űrállomás programjának vezetője.

## Űrrepülések
- STS–29, Discovery űrrepülőgép 8. repülésének küldetésfelelőse. A legénység pályairányba emelte TDR–D kommunikációs műholdat. Egy űrszolgálata alatt Összesen 4 napot, 23 órát, 38 percet és 52 másodpercet (119 óra) töltött a világűrben. 3 200 000 kilométert (2 000 000 mérföldet) repült, 80 alkalommal kerülte meg a Földet.
- STS–38, az Atlantis űrrepülőgép 7. repülésének küldetésfelelőse. Az Amerikai Védelmi Minisztérium (DoD) megbízásából indított Space Shuttle repülés. Egy űrszolgálata alatt összesen 4 napot, 21 órát és 54 percet (118 óra) töltött a világűrben. 3 267 000 kilométert (2 045 056 mérföldet) repült, 79 kerülte meg a Földet.